# Grimault
Grimault é uma comuna francesa na região administrativa de Borgonha-Franco-Condado, no departamento de Yonne. Estende-se por uma área de 24,4 km². Em 2010 a comuna tinha 124 habitantes (densidade: 5,1 hab./km²).